# سنت جاست-این-پنویث
longitudeسنت جاست-این-پنویثlatitudeسنت جاست-این-پنویث

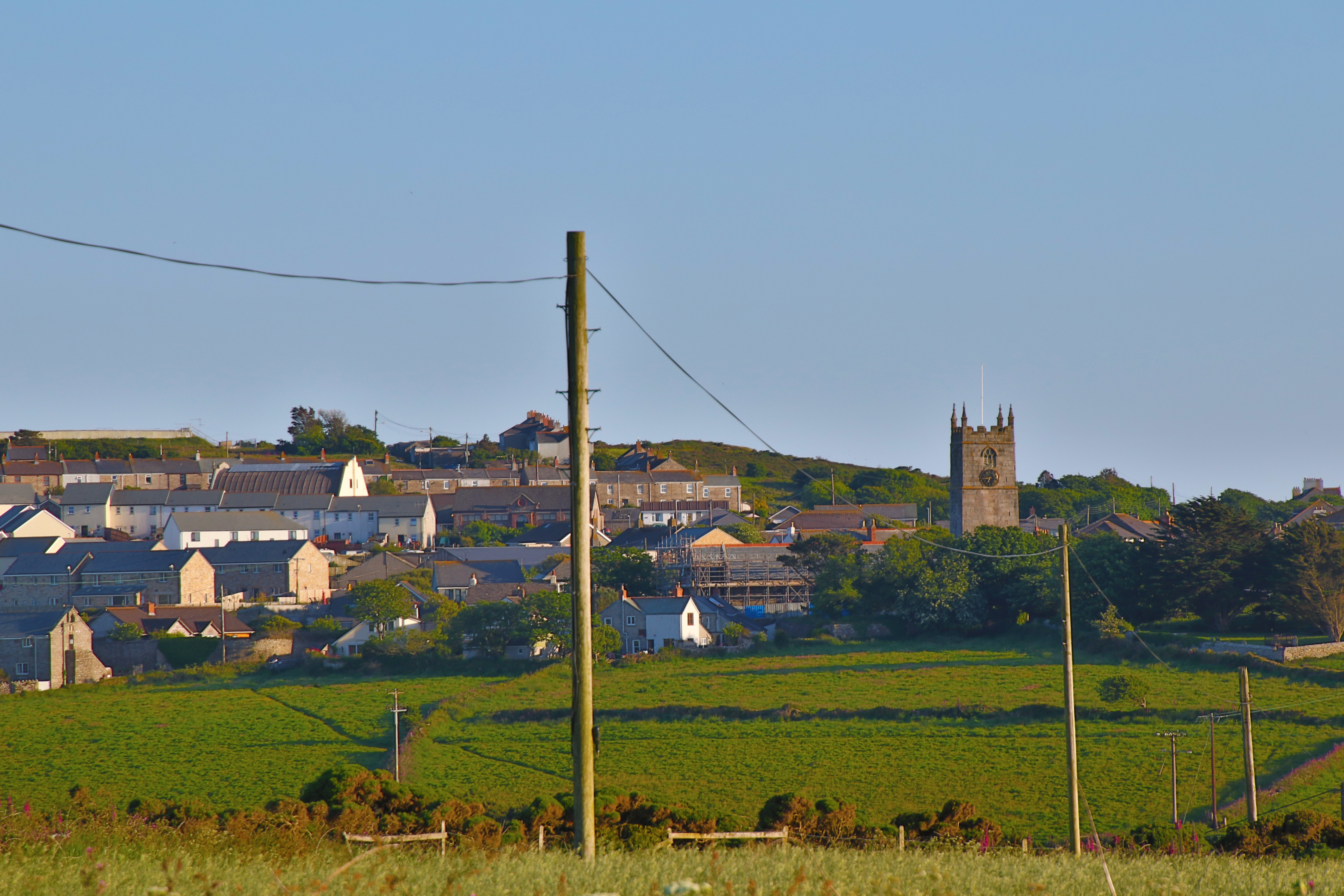
سنت جاست-این-پنویث

سنت جاست-این-پنویث (به انگلیسی: St Just in Penwith) یک شهرک در بریتانیا است که در انگلستان واقع شده‌است.

## خصوصیات
سنت جاست-این-پنویث ۴٬۶۹۰ نفر جمعیت دارد.

## صالة عرض

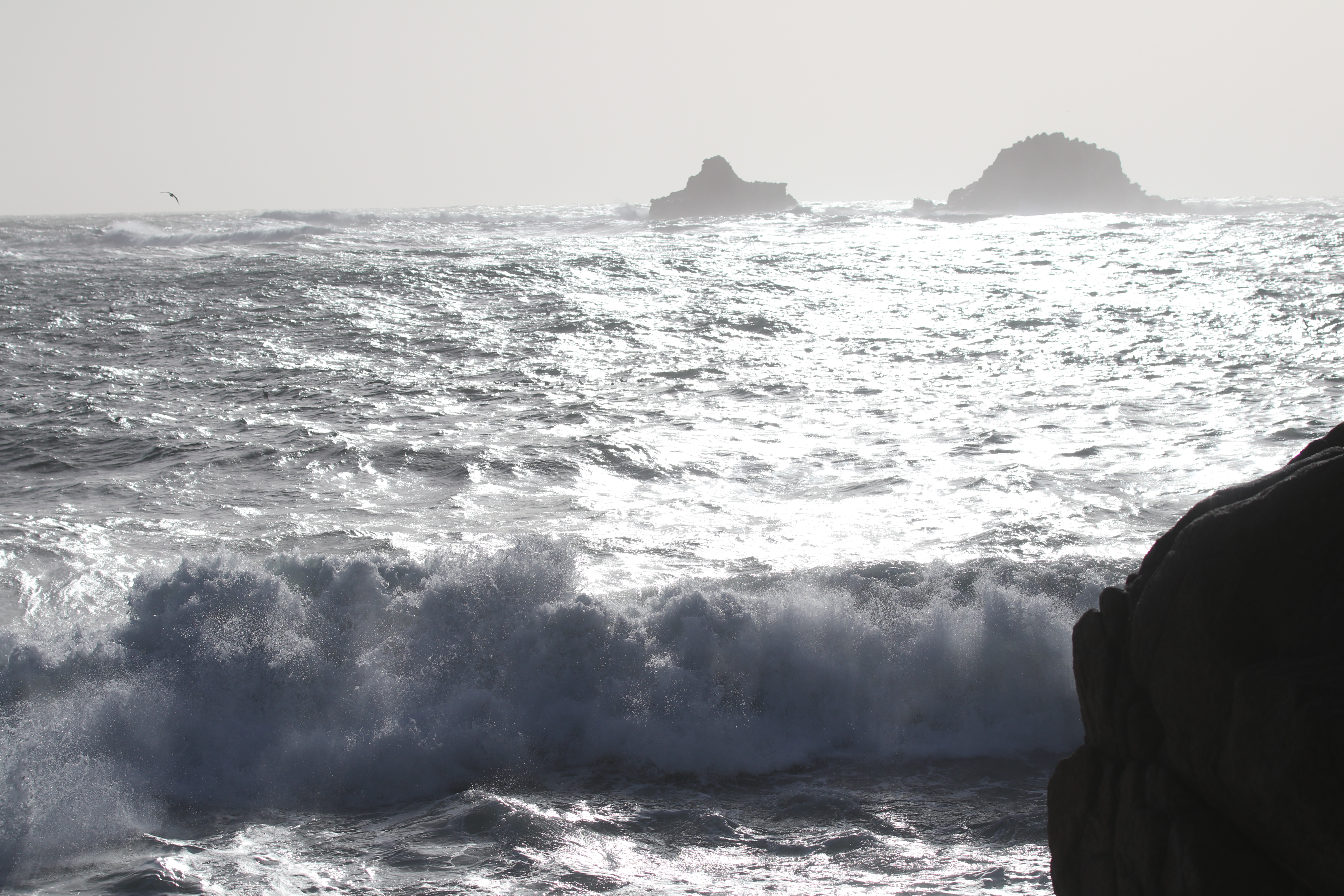
Brisons در طوفان St Just Cornwall
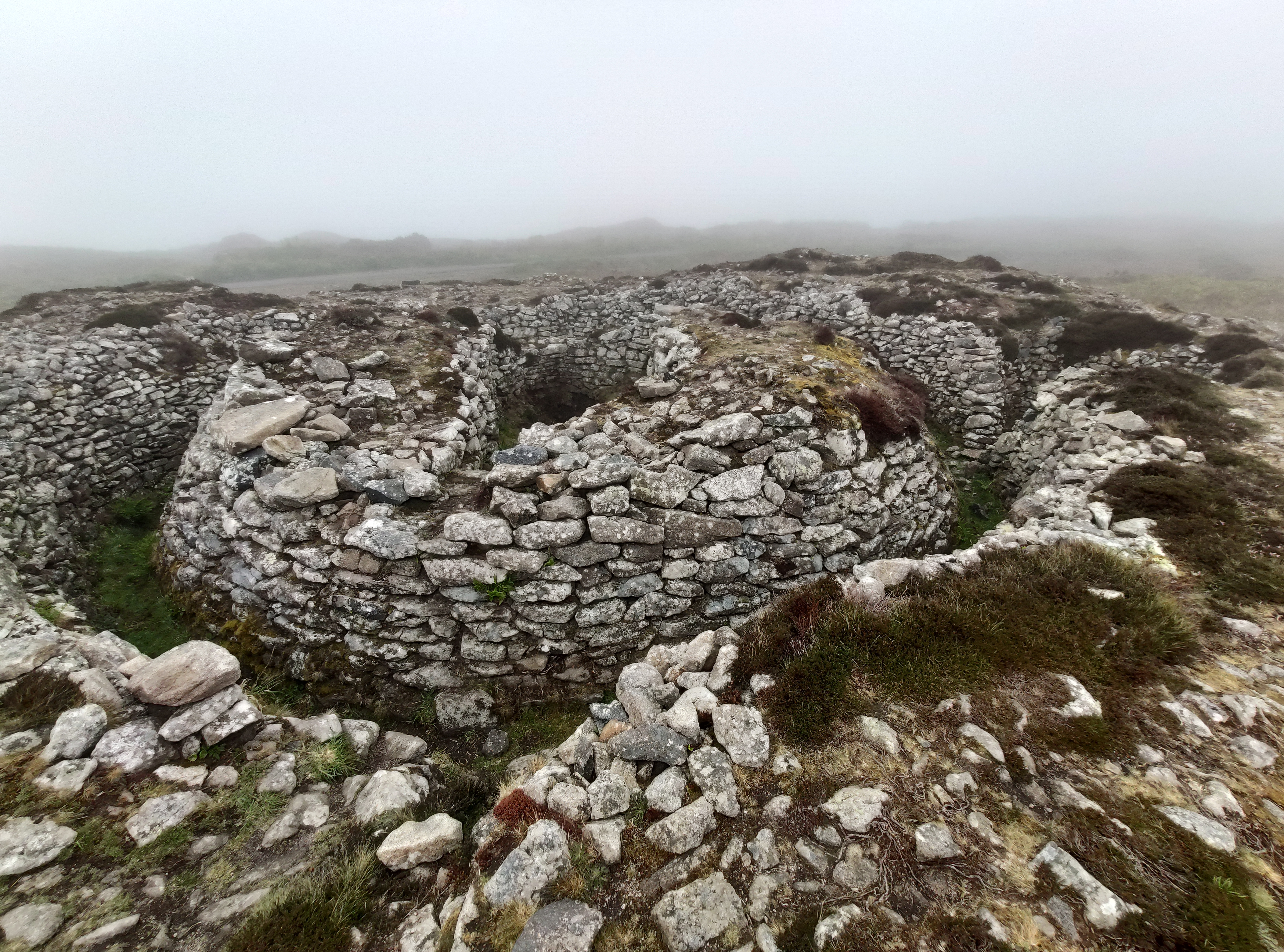
سازند زیبا Bollowal Barrow St Just Cornwall
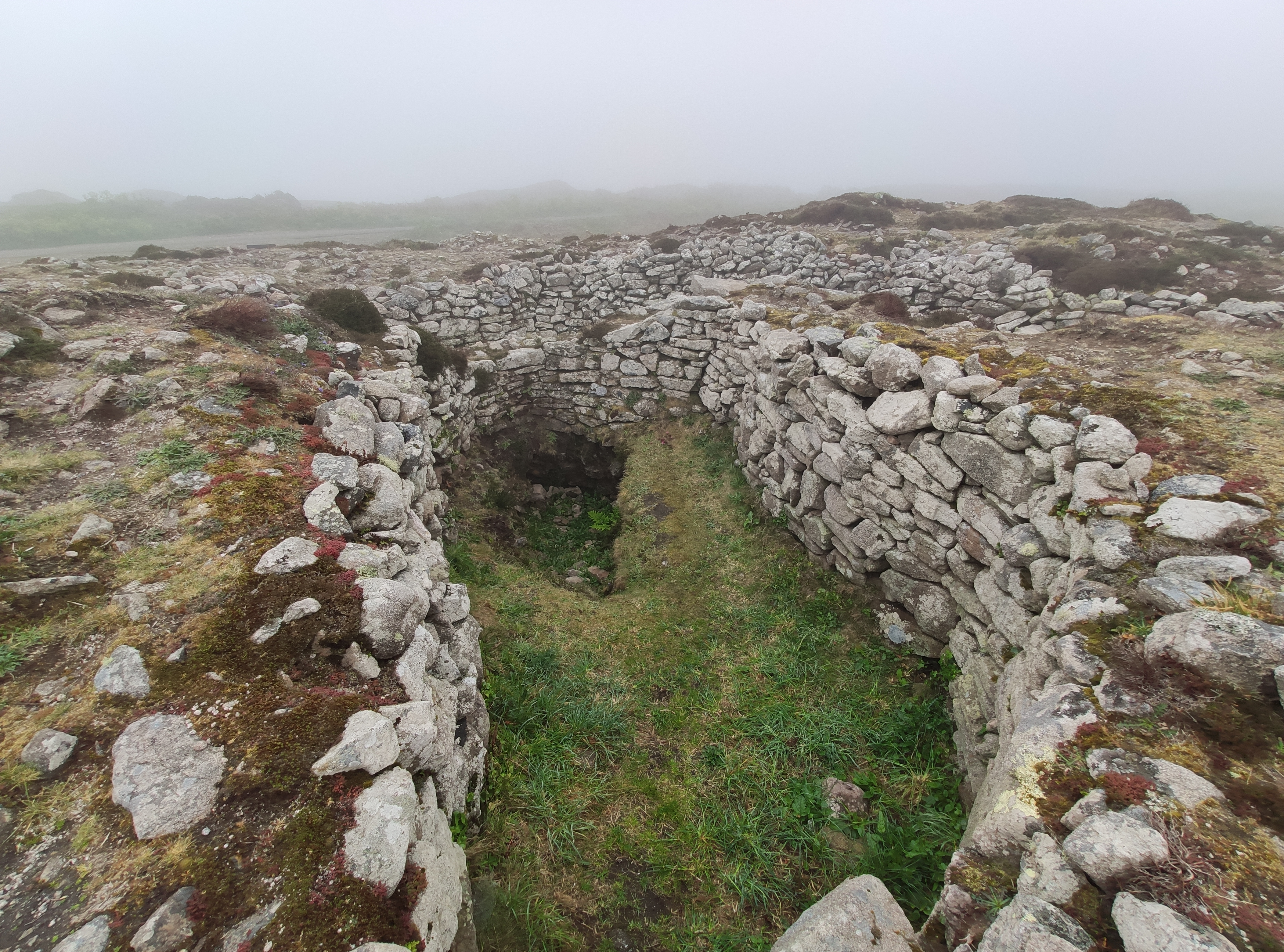
Bollowal Barrow St Just Cornwall
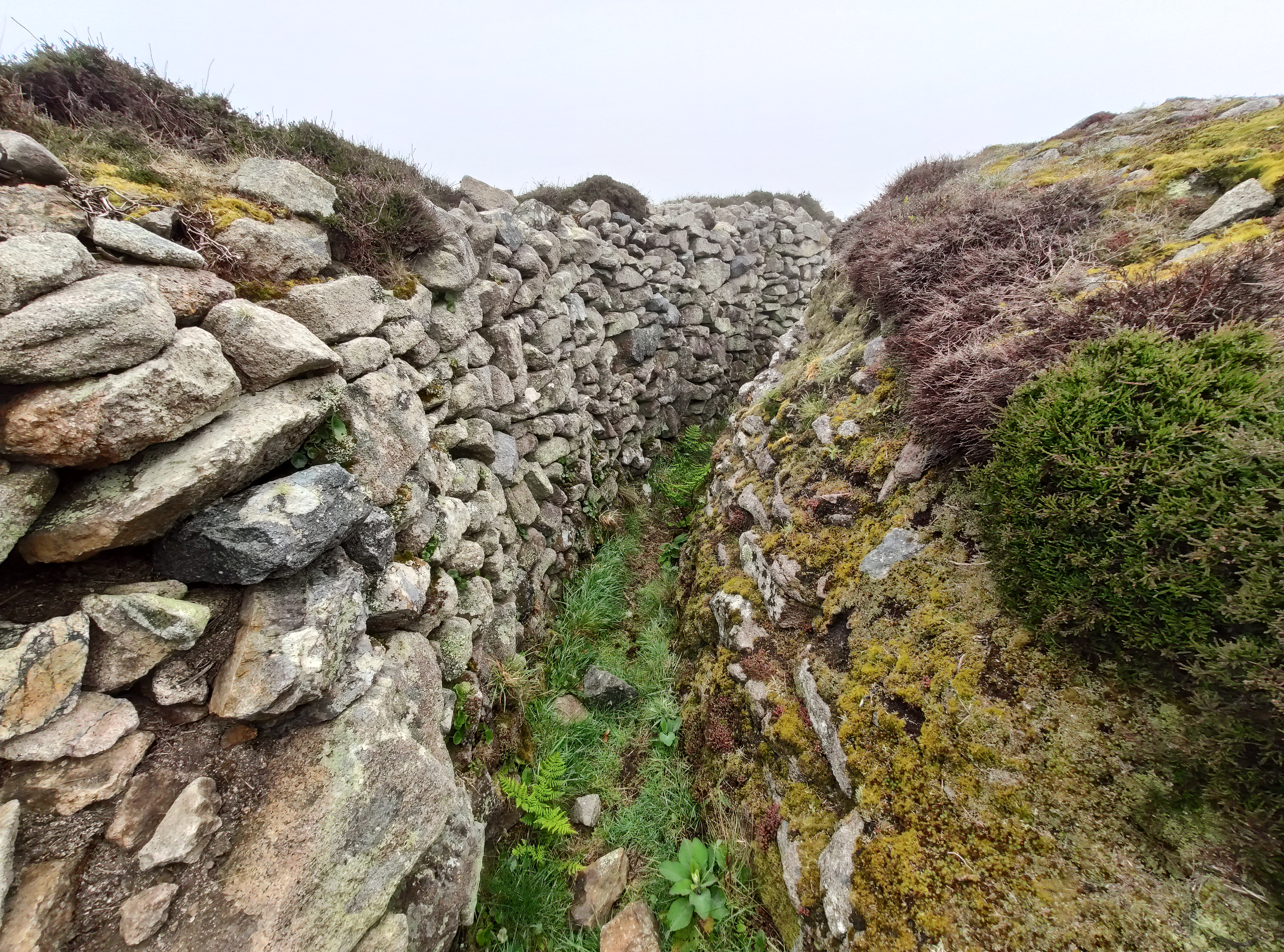
Rocks Bollowal Barrow St Just Cornwall